# District de Heping (Tianjin)
Pour les articles homonymes, voir Heping.
Le district de Heping (chinois simplifié : 和平区 ; pinyin : Hépíng qū) est une subdivision du centre de la municipalité de Tianjin en Chine.

## Notes et références

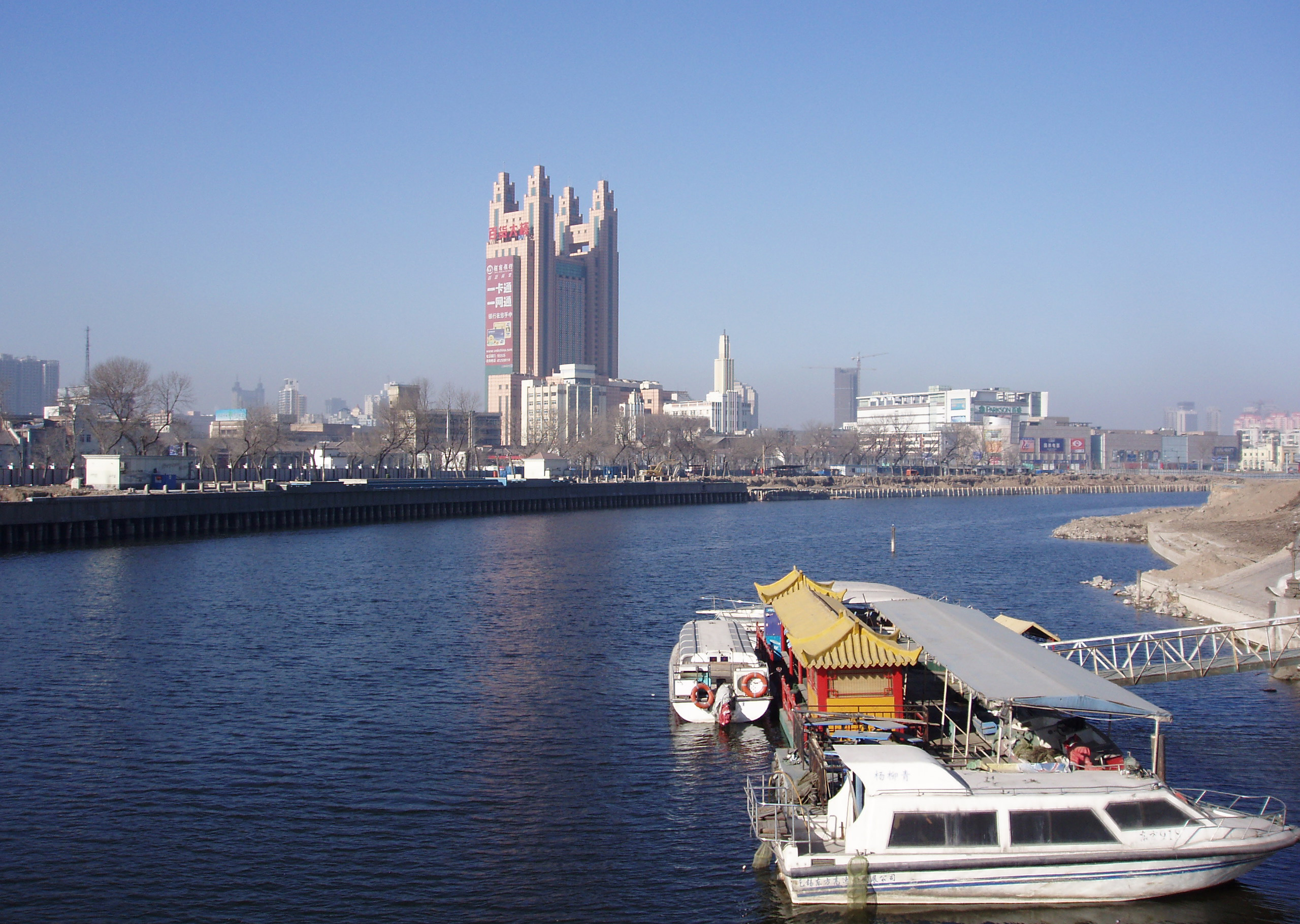
Une vue du district de Heping